# Tasōtō

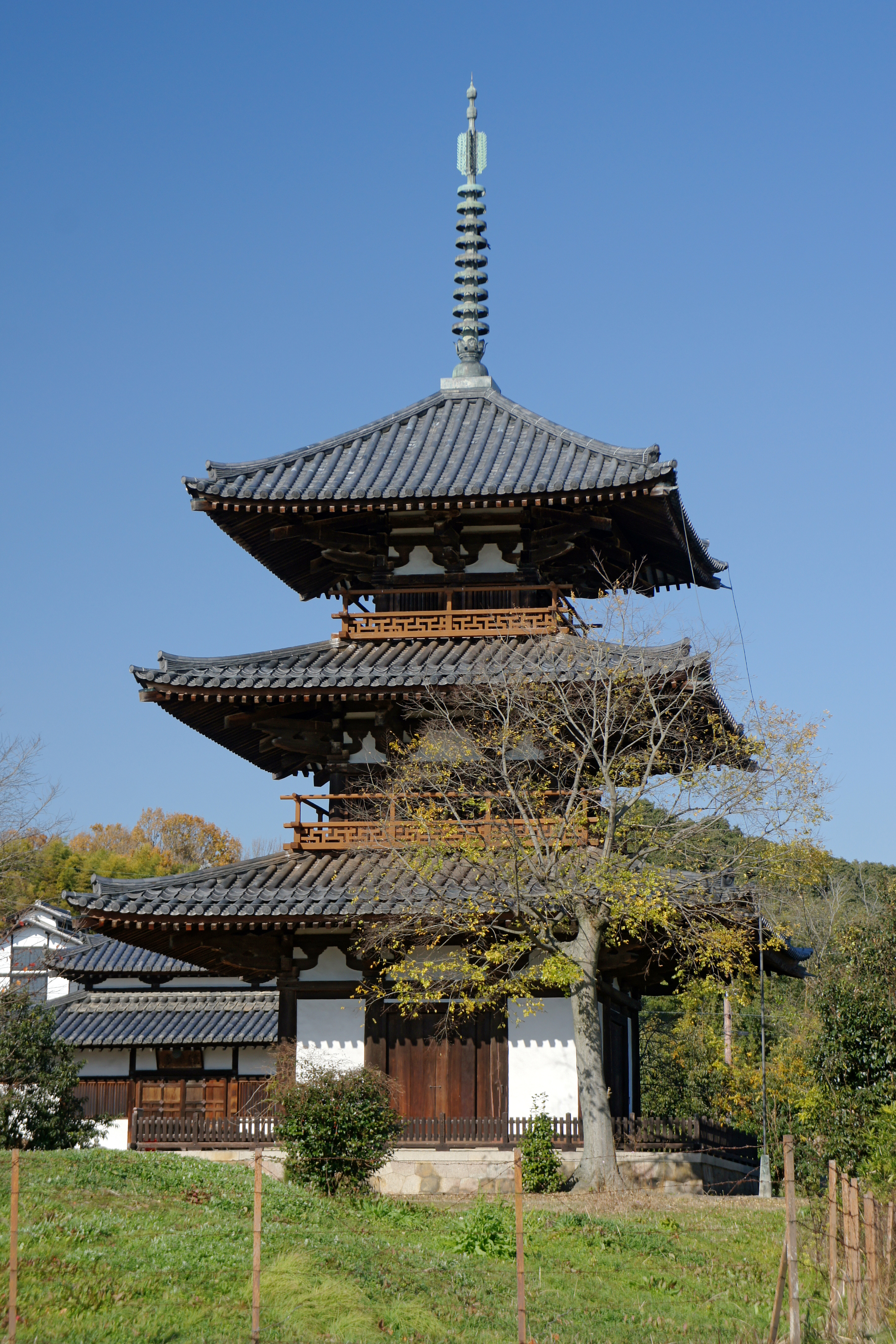
Sanjū-no-tō, pagode met drie etages.

Tasōtō （多層塔, たそうとう）, ook wel tajūtō （多重塔, たじゅうとう） genoemd zijn meestal stenen en soms houten Japanse pagodes met een gewoonlijk oneven aantal etages of secties. De etages, verdiepingen of secties zijn niet begaanbaar maar zijn herkenbaar aan hun dak. soms zijn er extra manchetdaken (mokoshi) tussen geplaatst, waardoor het een pagode lijkt te zijn met meer secties.
Op een paar uitzonderingen na (tahōtō), hebben tasōtō een oneven aantal etages (sōtō), gewoonlijk tussen drie en dertien. Ze zijn meestal minder dan drie meter hoog, maar ze kunnen af en toe veel groter zijn. De hoogste nog bestaande is een 13 verdiepingen tellende pagode bij Hannya-ji in Nara, die 14,12 m is.
| - Tasōtō (多層塔) of tajūtō (多重塔) - pagode met meer secties - Sōtō - pagode met een oneven aantal etages - Sanjū-no-tō (三重塔) - pagode met 3 secties - Gojū-no-tō (五重塔) - pagode met 5 secties - Nanajū-no-tō (七重塔) - pagode met 7 secties - Jūsanjū-no-tō (十三重の塔) - pagode met 13 secties - Jūsanjū sekitō (十三重石塔) - stenen pagode met 13 etages - Tahōtō (多宝塔) - schatpagode met 2 secties - Nijū tōba, nijū-tō - dubbele pagode - Daitō (大塔) - grote schatpagode |

Sommigen pagodes lijken een even aantal secties te hebben vanwege de aanwezigheid tussenetages van puur decoratieve ingesloten manchet-daken, genaamd mokoshi. Een beroemd voorbeeld is de oostelijke pagode van Yakushi-ji, die zes lijkt te hebben etages maar heeft er eigenlijk maar drie.
Tasōtō zijn vaak gewijd aan Boeddha en bieden geen bruikbare ruimte, maar sommige hebben een kleine ruimte binnenin met een heilig beeld. In het oudste nog bestaande exemplaar, terwijl de rand van elke verdieping evenwijdig aan de grond is, is elke opeenvolgende verdieping kleiner dan de volgende, wat resulteert in een sterk schuine curve. Meer moderne tasōtō de neiging om een minder uitgesproken curve.
| Tasōtō |
| --- |
| - Tahōtō - Sanjū sekitō - Hayato-zuka (隼人塚) is een drietal bij elkaar staande stenen gojū-no-tō - Gojū-no-tō, pagode met vijf etages - Nanajū-no-tō, pagode met zeven etages - Jūsanjū-no-tō (houten) - Jūsanjū-no-tō (stenen) |

Tanzan Jinja in Sakurai, prefectuur Nara, heeft een pagode met dertien etages, die echter om structurele redenen wordt afzonderlijk geclassificeerd en wordt niet als een tasōtō beschouwd. De oudste drie etages tellende pagode staat op Nara's Hokki-ji en werd gebouwd tussen 685 en 706. De oudste bestaande vijf etages tellende pagode behoort tot Hōryū-ji en werd enige tijd gebouwd tijdens de Asuka-periode (538 – 710). De hoogste houten tasōtō behoort tot Tō-ji, Kyoto. Het heeft vijf etages en is 54 m lang.

Aoishitōba · 
Bantōba · 
Buttō · 
Daitō · 
Gorintō · 
Hiratōba · 
Hōkyōintō · 
Hōtō · 
Hyakumantō · 
Ishitō · 
Itabi · 
Itabō · Itatōba · 
Kaisantō · 
Kasatōba · 
Kunisakitō · 
Mokutō · 
Muhōtō · 
Pantōba · Pantapō · 
Rantō · 
Sekitō · 
Sōrintō · 
Sōtō · 
Sotōba · 
Tahōtō · 
Tajūtō · Tasōtō · 
Tō · Tōba · 
Yugitō